# قالی قره‌داغ

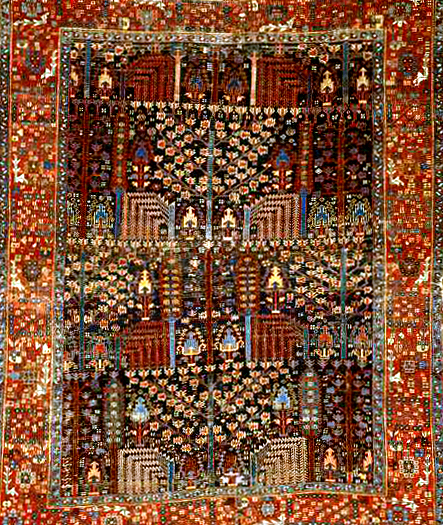
گونه‌ای از قالی قره‌داغ

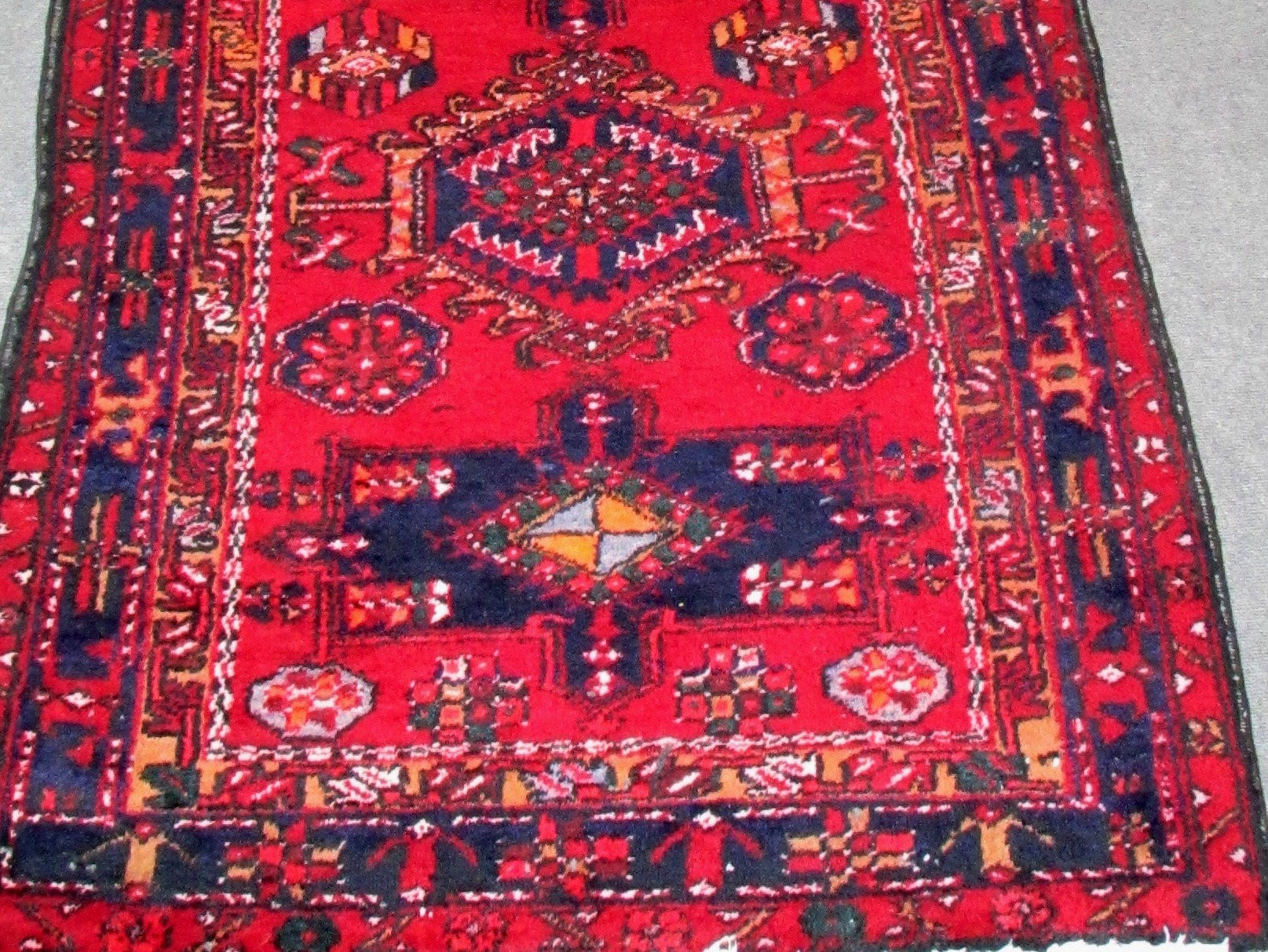
قالی بالان.

قالی قره‌داغ گونه‌ای از قالی نزدیک به قالی تبریز که در منطقه ارسباران (به نام پیشین: منطقه قره‌داغ) و روستاهای مجاورش توسط مردمان آذربایجانی بافته می‌شود. 
نوعی از قالی کناره ای مختص مناطق میانی ارسباران است. معروفترین نقشه این قالی‌ها در روستای بالان تکامل یافته‌است. در این نقشه یک طرح، که در عکس ضمیمه نشان داده شده،  سه بار تکرار میشود. بعد از سقوط تدریجی قیمت فرش در سی سال گذشته فرش بافی به قهقرا رفت. در این میان تولید قالی کناره، بعلت ابعاد ناسازگارش با معماری جدید اتاقهای نشیمن، عملاً متوقف شد. در نتیجه نسل جدیدی از زنان فرشباف تربیت نشدند. 